# Wydawnictwo Skrzat
Wydawnictwo Skrzat – krakowskie wydawnictwo, które specjalizuje się głównie w literaturze dziecięcej i młodzieżowej. W swojej ofercie ma zarówno klasykę polskiej i światowej poezji oraz prozy dla dzieci, jak i książki autorów współczesnych. Dla najmłodszych oferuje książki edukacyjne.

## Historia
Wydawnictwo Skrzat zostało założone przez Stanisława Porębskiego w 1994 roku w Krakowie. Stanisław Porębski swoją działalność na rynku księgarsko-wydawniczym rozpoczął w 1990 roku od prowadzenia księgarni przy ul. Prądnickiej 77. Księgarnia istnieje do dzisiaj. Pierwszą publikacją wydawnictwa była książka edukacyjna „Uczymy się pisać literki”.

## Współczesność
W ofercie Wydawnictwa Skrzat znaleźć można klasykę prozy i poezji dla dzieci, opowieści, baśnie, legendy; tytuły dla młodzieży i dorosłych, książki pióra zarówno współczesnych pisarzy, jak też autorów debiutujących.
Nakładem Wydawnictwa Skrzat ukazały się książki m.in. Jana Brzechwy, Juliana Tuwima, Aleksandra Fredry, Karola Dickensa, Edith Nesbit, Lucy Maud Montgomery. Nie brakuje także pozycji na licencjach zagranicznych przetłumaczonych na język polski.
Znaczną część oferty zajmują książki polskich autorów, którzy debiutowali w Wydawnictwie Skrzat, m.in. Rafał Klimczak autor serii: „Nudzimisie”, „Poznaję Świat i Kropka” czy Anna Potyra autorka serii „Zuzia i dobre wróżki”. 
Wydawnictwo Skrzat wydaje także książki kartonowe przeznaczone dla najmłodszych, pomoce szkolne i lektury z opracowaniem, a także pozycje edukacyjne dla dzieci w wieku 2 – 10 lat, m.in. serie: „Uczymy się”; „Akademia”; „Elementarz”, „Sekrety”.
W propozycjach wydawnictwa można znaleźć również książki do pracy terapeutycznej z zakresu logopedii dla dzieci  – serie: „Akademia Wzorowej Wymowy”, „Rymowanki i Wierszyki do Języka Gimnastyki”.
Uzupełnieniem oferty Wydawnictwa Skrzat są książki z ćwiczeniami, zagadkami i naklejkami przeznaczone do kreatywnej i twórczej zabawy, bloki rysunkowe oraz kolorowanki, m.in.: „Wesołe zabawy dla mądrych i ciekawych”, „Zabawy z Filipkiem”, serie: „Wyczaruj”; „Ja sam!”; „Trening Twórczego Myślenia”.

## Nie tylko książki
Wydawnictwo Skrzat, którego oferta skierowana jest głównie do dzieci i młodzieży, od 2018 roku poszerza swój asortyment o zabawki, m.in. maskotki (pluszak Hubek), puzzle, gry. 

## Ważniejsze nagrody i nominacje
Książki Wydawnictwa Skrzat zdobywają nagrody, wyróżnienia i nominacje w licznych konkursach m.in.:
- Co tam u Ciumków: nagroda Guliwer w Krainie Olbrzymów 2005; nagroda Pierścień Wydawców w Konkursie Literackim PTWK 2006, nominowana do nagrody w konkursie Książka Roku 2005 Polskiej Sekcji IBBY oraz do Bestsellerek Roku 2005
- Jak zakochałem Kaśkę Kwiatek: wyróżnienie w konkursie Nagroda Literacka im. Kornela Makuszyńskiego 2006
- Pan Mamutko i zwierzęta: nominacja do nagrody w konkursie Książka Roku 2006 Polskiej Sekcji IBBY; wyróżnienie w Konkursie Fundacji „Świat Dziecka” Dziecięcy Bestseller Roku 2006
- Ciumkowe historie (w tym jedna smutna): laureat Ogólnopolskiej Nagrody Literackiej im. Kornela Makuszyńskiego 2008
- Dublin. Moja polska karma: nagroda specjalna czasopisma „OK!Magazyn”, patrona medialnego konkursu Nagroda Literacka Miasta Radomia 2009
- Warszawa. Spacery z Ciumkami: Nagroda Literacka m.st. Warszawy 2010 – Mały Dong
- Akademia 2-latka: Bestseller Empik-u 2010, 2011
- Sposób na Elfa: wyróżnienie za tekst literacki w konkursie Książka Roku 2012 – Nagroda Literacka Polskiej Sekcji IBBY 2012; laureat Ogólnopolskiej Nagrody Literackiej im. Kornela Makuszyńskiego 2013
- Ania z Zielonego Wzgórza: Najlepsza książka na lato 2013 – Granice.pl; Najlepsza książka dla młodych czytelników 2013 – Granice.pl
- Strachopolis: wyróżnienie za tekst literacki w konkursie Książka Roku 2015 – Nagroda Literacka Polskiej Sekcji IBBY 2015
- Piękne umysły: nominacja do Nagrody Mądra Książka Dla Dzieci Roku 2018 – Fundacja Euklidesa.[1]
- O księżycu z komina domu na wzgórzu: laureat Ogólnopolskiej Nagrody Literackiej im. Kornela Makuszyńskiego 2018
- Szkoła dyrektora Dreamera: książka finałowa V edycji Ogólnopolskiego Konkursu "Wielka Liga Czytelników" 2019/2020

## Autorzy
Autorzy współpracujący z wydawnictwem: Paweł Beręsewicz, Wiesław Drabik, Agnieszka Gadzińska, Rafał Klimczak, Danuta Klimkiewicz, Dorota Krassowska, Aneta Krella-Moch, Paweł Maj, Mariusz Niemycki, Renata Opala, Anna Potyra, Ariadna Piepiórka, Dawid Ratajczak, Beata Sarnowska, Tomasz Siwiec, Ewa Stadtmüller, Agnieszka Urbańska, Barbara Wicher, Katarzyna Zychla

## Ilustratorzy
Ilona Brydak, Zbigniew Dobosz, Agnieszka Filipowska, Artur Gulewicz, Justyna Hołubowska-Chrząszczak, Agnieszka Kłos-Milewska, Agata Nowak, Artur Nowicki, Kasia Nowowiejska, Marta Ostrowska, Ewa Podleś, Monika Sommer-Lapajew, Elżbieta Śmietanka-Combik, Kazimierz Wasilewski, Zofia Zabrzeska